# The Ultimate Death Worship
The Ultimate Death Worship är det femte studioalbumet med det norska black metal-bandet Limbonic Art. Albumet utgavs 2002 av skivbolaget Nocturnal Art Productions.

## Låtlista
1. "The Ultimate Death Worship" – 7:59
2. "Suicide Commando" – 7:20
3. "Purgatorial Agony" – 3:25
4. "Towards the Oblivion of Dreams" – 10:07
5. "Last Rite for the Silent Darkstar" – 2:28
6. "Interstellar Overdrive" – 6:04
7. "From the Shades of Hatred" – 6:10
8. "Funeral of Death" – 8:05

- Text: Daemon
- Musik: Limbonic Art

## Medverkande
Musiker (Limbonic Art-medlemmar)
- Daemon (Vidar Jensen) – sång, piano, gitarr
- Morfeus (Krister Dreyer) – sologitarr, elektronik

Bidragande musiker
- Attila Csihar – sång (spår 7)

Produktion
- Limbonic Art – producent
- Peter Lundell – ljudtekniker
- Morfeus – ljudmix, omslagskonst
- Tom Kvålsvoll – mastering